# Sonate K. 75
Pour les articles homonymes, voir K75.
La sonate K. 75 (F.35/L.53) en sol majeur est une œuvre pour clavier du compositeur italien Domenico Scarlatti.

## Présentation
La sonate K. 75, en sol majeur, notée Allegro, est un menuet dont la découpe permet d'imaginer son interprétation en formation de chambre. Chaque partie oppose tutti et soli.

## Manuscrit
Le manuscrit est le numéro 39 du volume XIV (Ms. 9770) de Venise (1742), copié pour Maria Barbara.

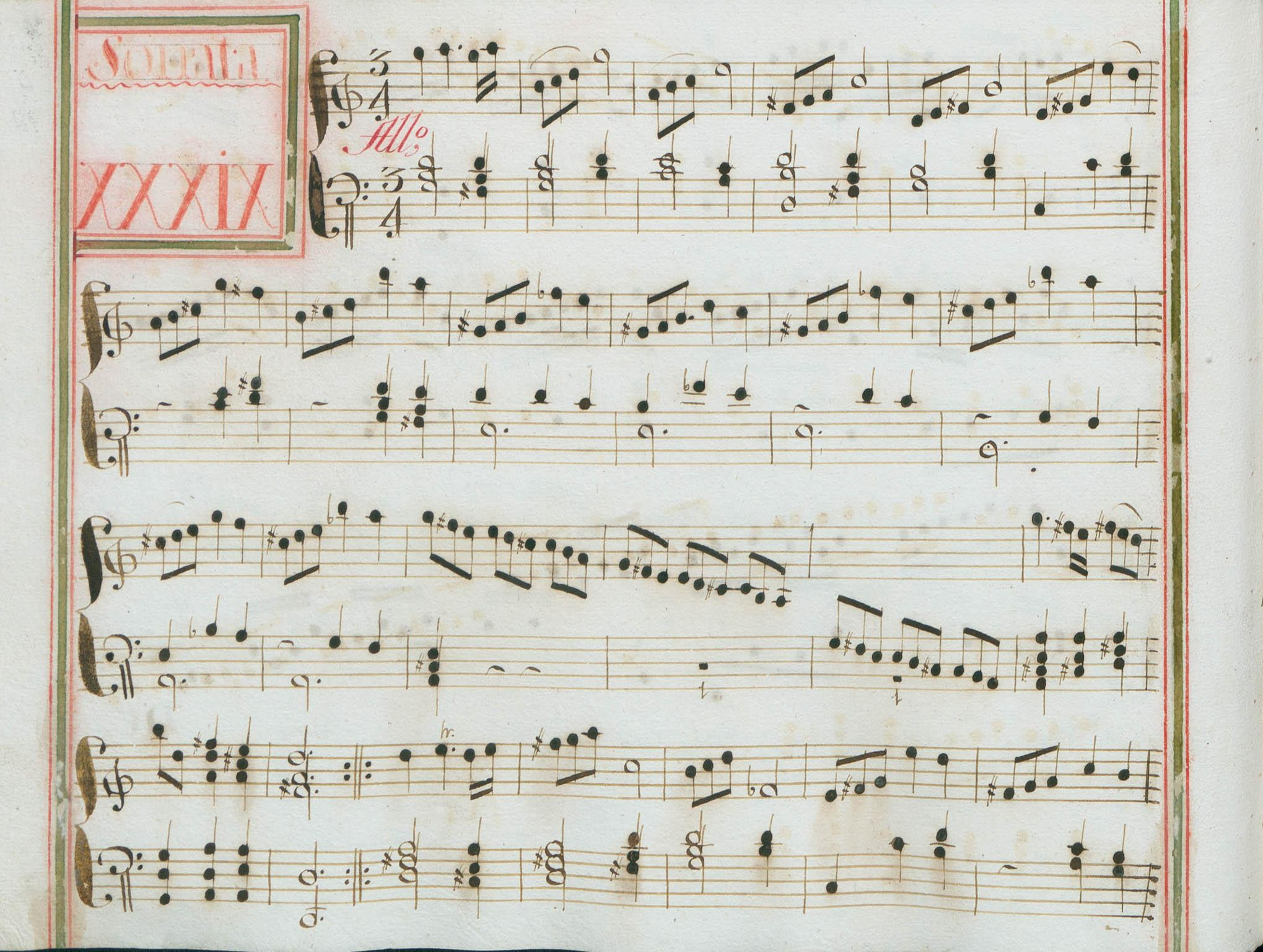
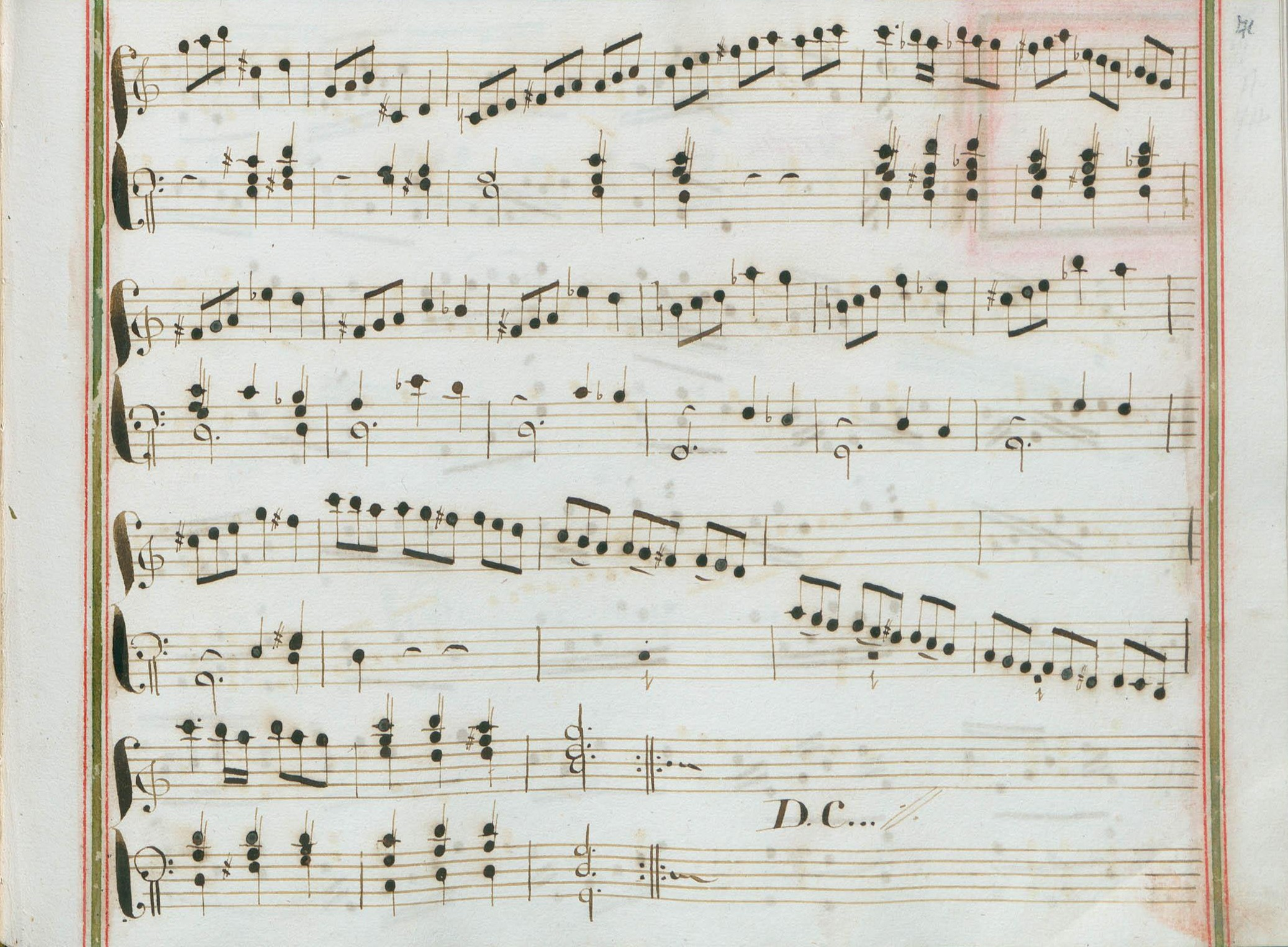

## Interprètes
La sonate K. 75 est défendue au clavecin par Scott Ross (1985, Erato), Francesco Cera (2002, Tactus, vol. 3), Richard Lester (2005, Nimbus, vol. 6) et Pieter-Jan Belder (Brilliant Classics, vol. 2).
Laura Alvini l'interprète sur un instrument d'après Cristofori 1726 (1998, Frame).

## Sources
: document utilisé comme source pour la rédaction de cet article.
- Ralph Kirkpatrick (trad. de l'anglais par Dennis Collins), Domenico Scarlatti, Paris, Lattès, coll. « Musique et Musiciens », 1982 (1re éd. 1953 (en)), 493 p. (ISBN 978-2-7096-0118-4, OCLC 954954205, BNF 34689181).
- Alain de Chambure, « Domenico Scarlatti, Intégrale des sonates — Scott Ross », Erato/Éditions Costallat (2564-62092-2 (livret : 2292-45309-2)), 1985 (OCLC 891183737) .